# 滝正
滝 正（たき ただし、1923年（大正12年）1月21日 - 2003年（昭和15年）7月26日）は、日本の政治家、獣医師。1942年空知農業学校獣医専科卒業。北海道美唄市出身。美唄市長（1980年（昭和55年） - 1996年（平成8年））。

## 経歴
1942年（昭和17年）静岡農学校教員。その後、徴兵を経て復員。1949年（昭和24年）美唄農業共済組合に獣医師として勤務。1967年（昭和42年）美唄市議に初当選。以後連続4期当選し、副議長などを務めた。議長在職中の1980年（昭和55年）美唄市長に初当選。連続4期務め、1996年（平成8年）に引退。

## 受賞歴
- 勲三等瑞宝章（1997年（平成9年））